# Rømø
Rømø (spreek uit als: Roimeu) (Duits: Röm, Noord-Fries: Rem, Nedersaksisch: Römö) is het meest zuidelijke bewoonde Deens waddeneiland.  De oppervlakte van het eiland is 128,9 vierkante km. Er wonen 562 mensen (2023).
Rømø hoort bestuurlijk bij de gemeente Tønder.

## Geografische details

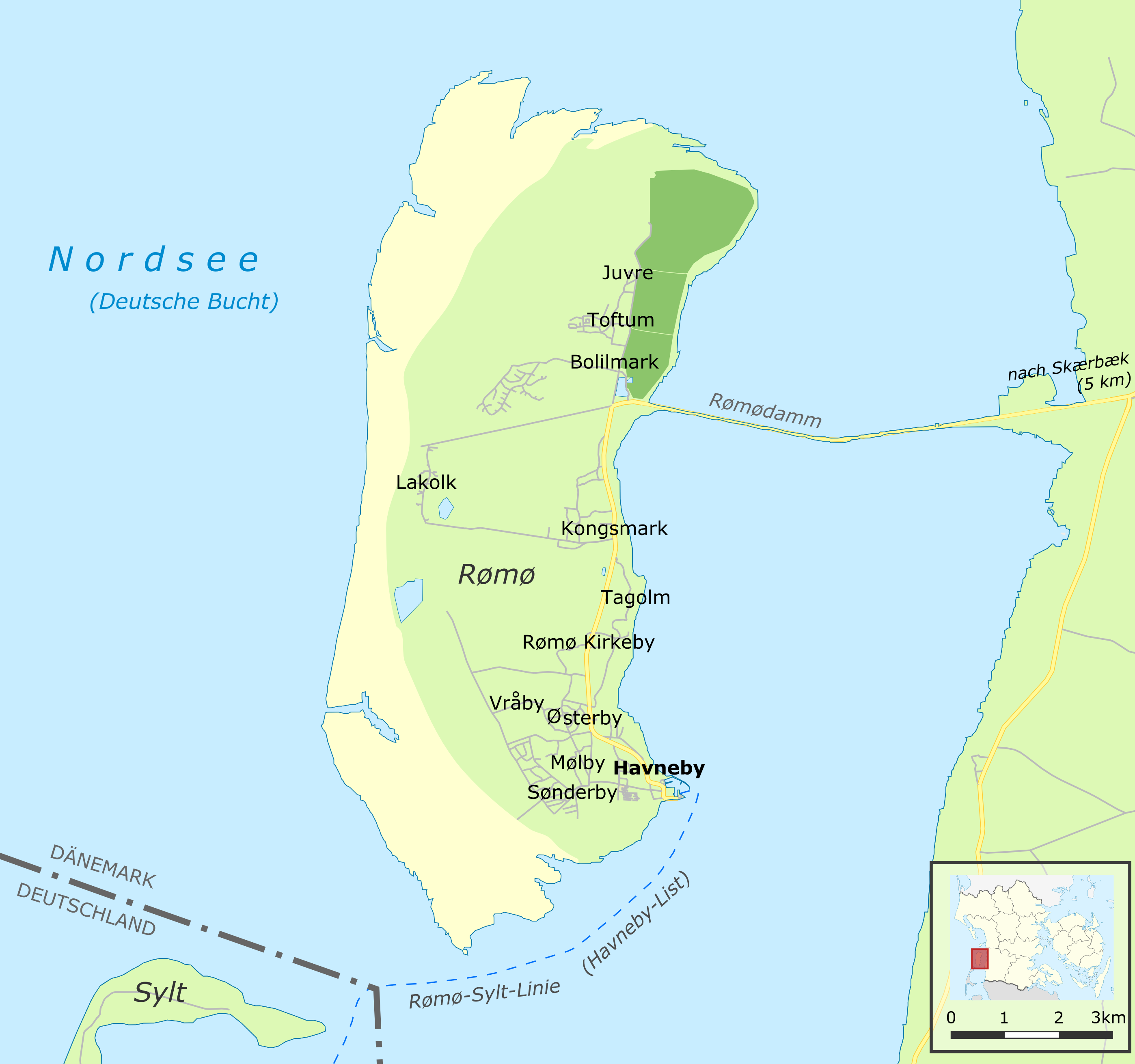
Duitse kaart van het eiland; donkergroen = polderland
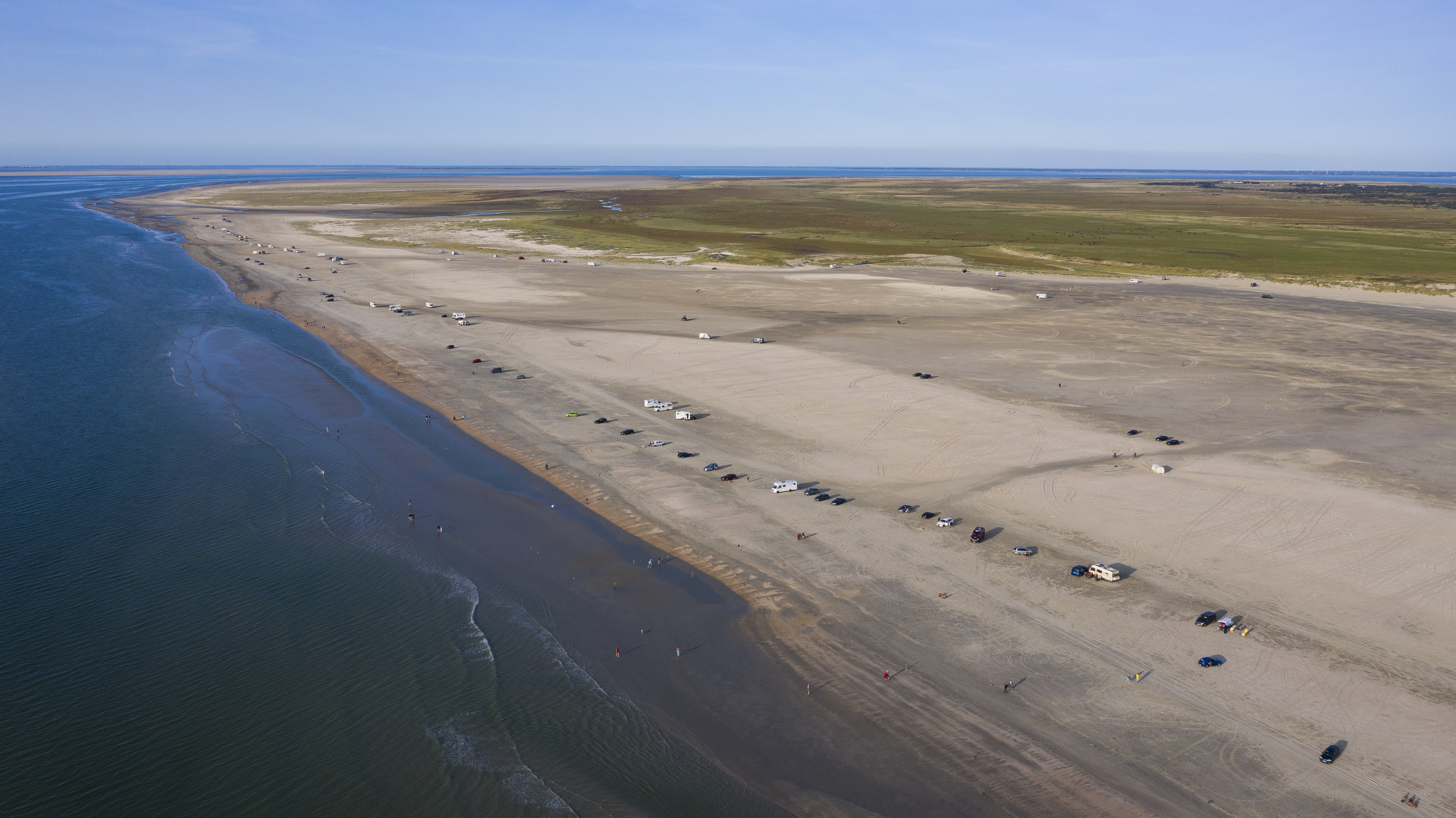
Strand bij Lakolk: parkeren toegestaan
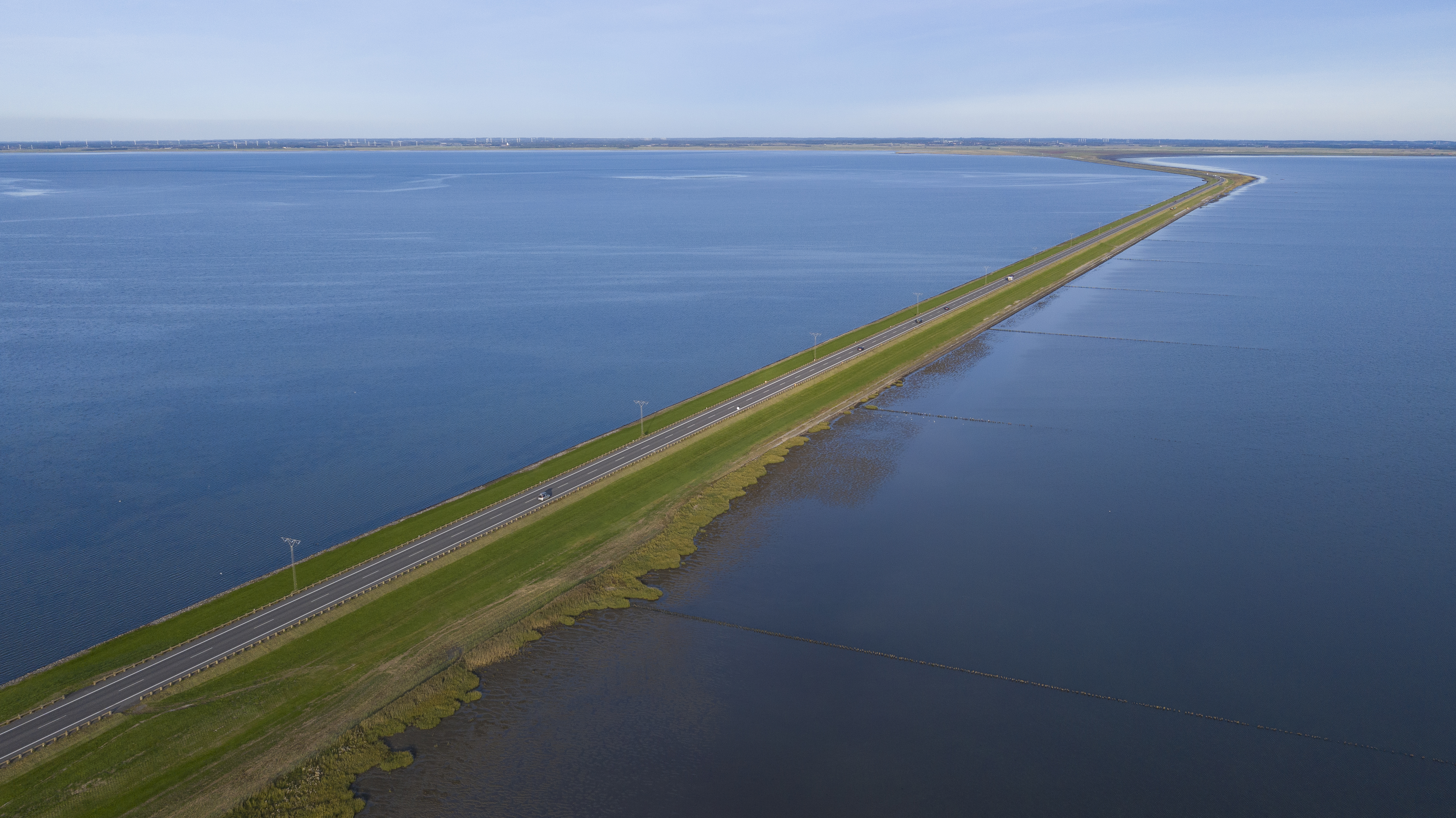
De dam Rømødæming
De haven van Havneby

Rømø ligt tussen de eilanden Sylt, in Duitsland, (List op Sylt ligt ongeveer 3 km ten zuiden van Rømø), en Mandø, dat 6 km ten noorden van Rømø ligt.
Een 9 km lange dam, Rømødæmingen,  verbindt het eiland met Skærbæk op het Deense vasteland. Over de dam loopt een autoweg, met aan weerszijden smalle stroken voor fietsers. In de plaats Havneby op het eiland kan ook een veerpont worden genomen, deze vaart echter niet naar de Deense kust, maar naar de haven van List op Sylt. Wanneer tijdens de overtocht de veerpont in internationale wateren komt zijn enkele accijnsvrije handelskramen op de boot geopend. Het eiland beschikt over een kleine badplaats, Lakolk. 
Motorvoertuigen zijn toegestaan op het strand bij Lakolk omdat men daardoor geen duingebied behoefde op te offeren voor een parkeerplaats; ook elders in Denemarken zijn er stranden, waarop autorijden is toegestaan.  De noordzijde van het eiland wordt door de Deense luchtmacht als militair oefenterrein gebruikt.

## Geschiedenis, economie

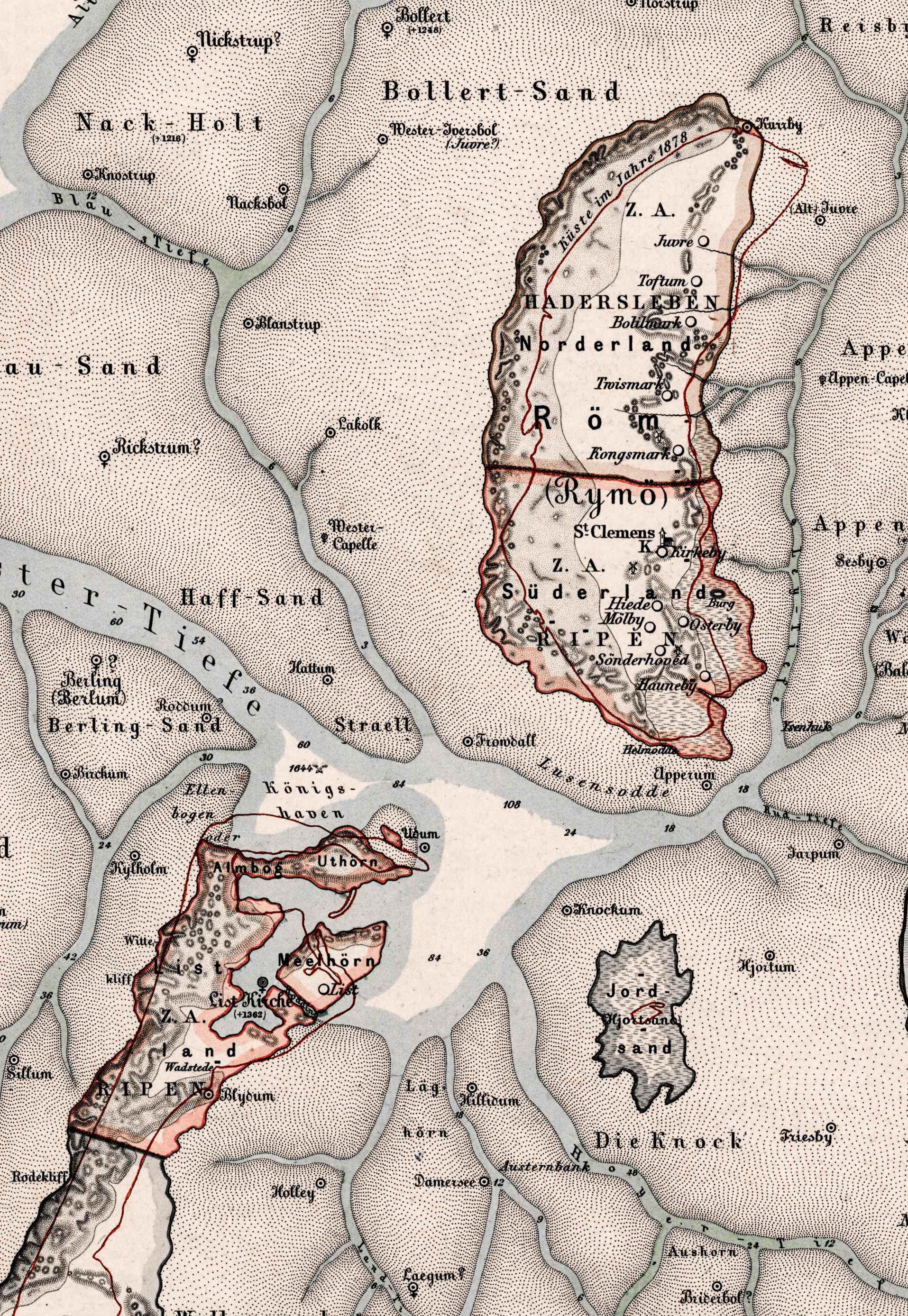
Staatkundige situatie, Duitse zeekaart van vóór 1864
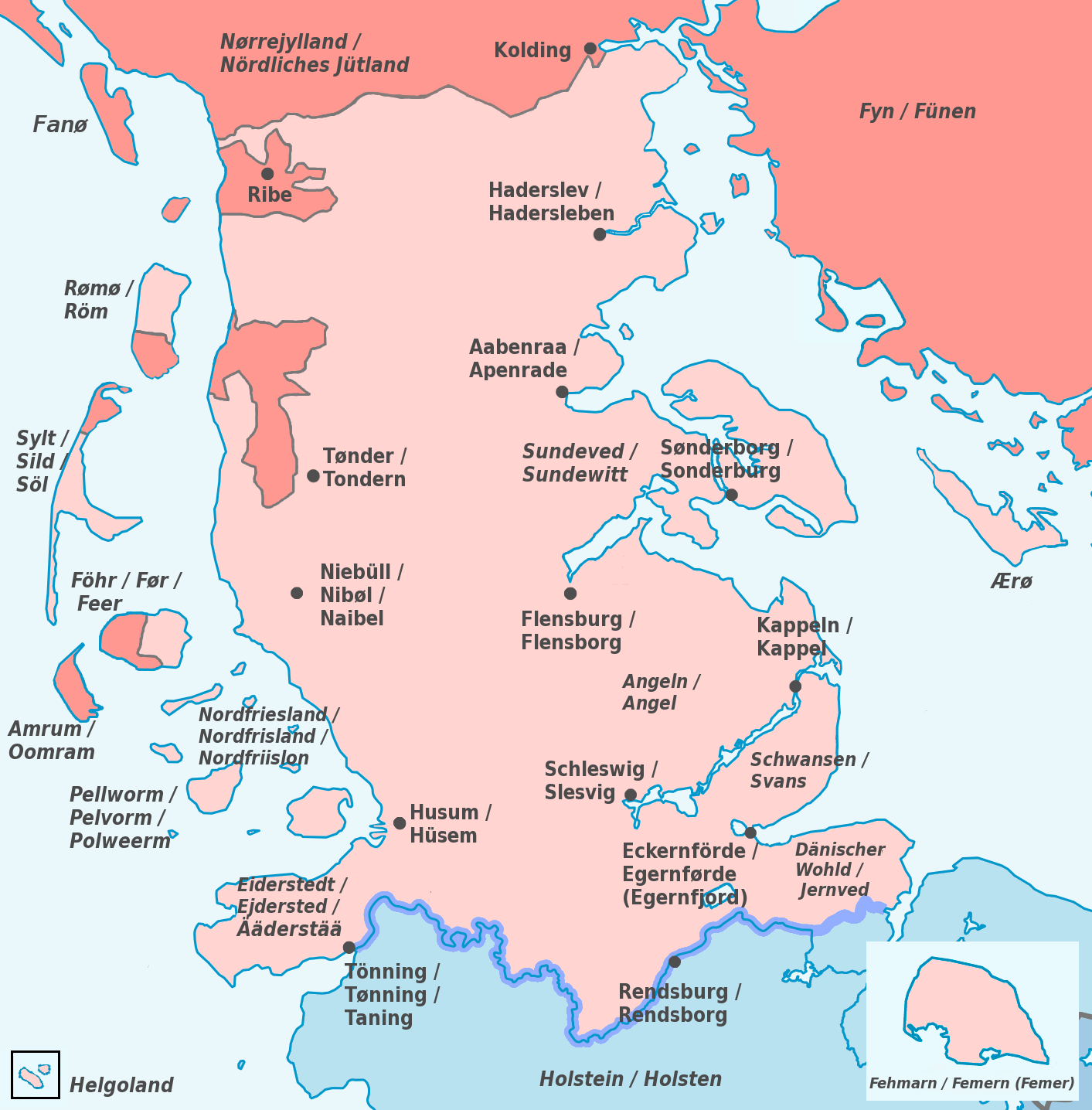
Het Hertogdom Sleeswijk in het midden van de 19e eeuw, na de Eerste Duits-Deense Oorlog vanaf 1851 in personele unie met het Koninkrijk Denemarken
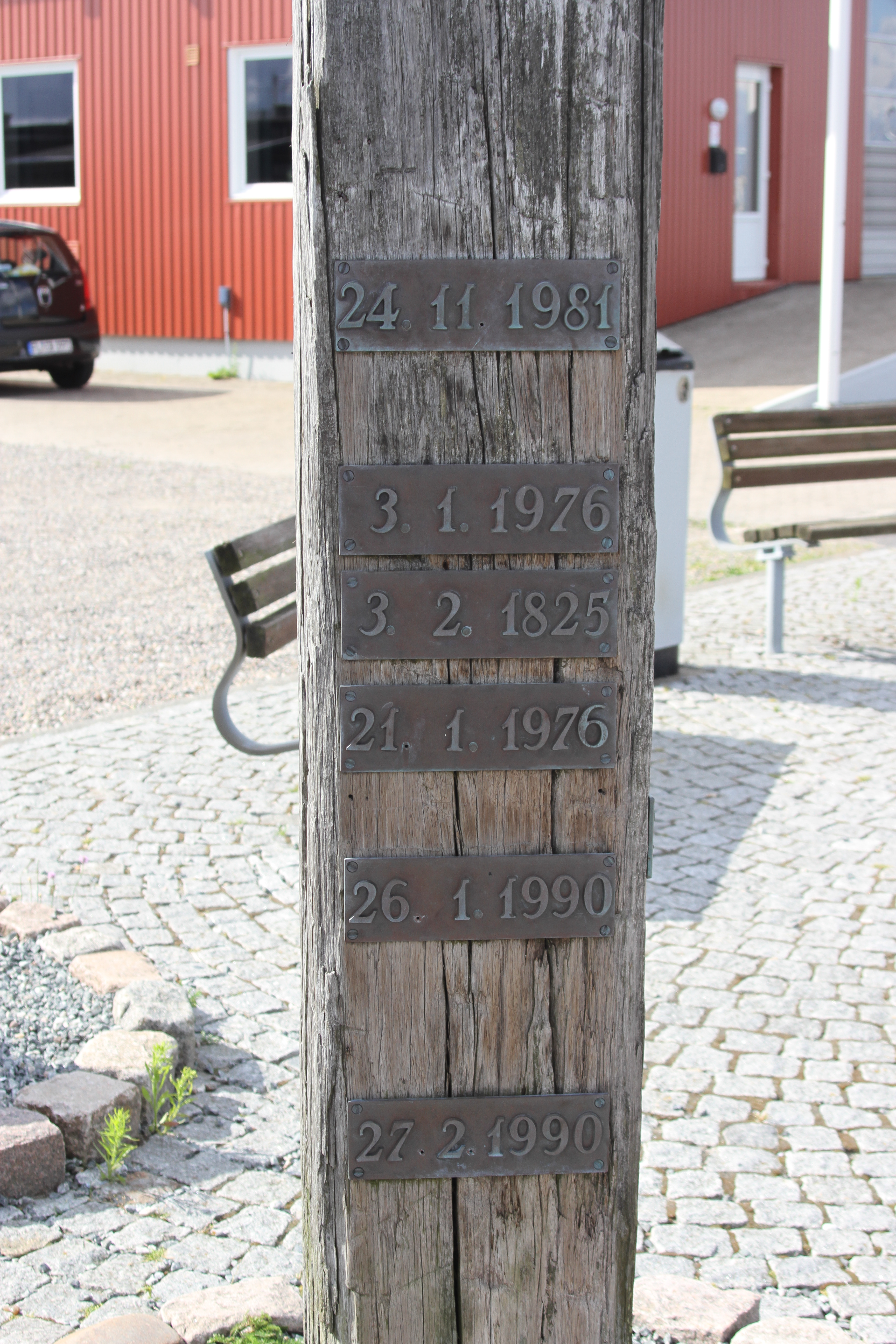
Stormvloed-markeringspaal (de jaartallen geven het hoogste waterniveau aan)

Net als een aantal andere waddeneilanden heeft Rømø een steeds wisselende omvang gehad, o.a. vanwege de hierna vermelde stormvloeden. Lange tijd vormde de, op bescheiden schaal nog voortbestaande, visserij de belangrijkste bron van inkomsten op Rømø, later werd handel steeds belangrijker. Het eiland leeft nu vooral van toerisme.
In 1190 komt het eiland onder de naam "Rimma" voor het eerst voor in een akte, en rond 1200 werd het "Rymø" (wat zoiets als "lang gerekte zandbank" betekent) genoemd. Het eiland valt in 1229 aan de parochie van het Sint-Knud klooster in Odense, wat wordt beschreven in het Grondboek van Waldemar. In 1290 valt het bestuurlijk (Syssel) gebied aan het bisdom van Ribe. In 1362 werd het eiland getroffen door de Sint-Marcellusvloed waarbij veel burgers verdronken. Rond 1400 wist Margaretha I van Denemarken het eiland op slimme wijze van Gerard VI van Holstein af te pakken. Vanaf de 15e eeuw ontwikkelde het eiland zich tot vissershaven en laad- en losplaats van handelsschepen. Na de Reformatie in de 16e eeuw gingen bijna alle christenen op het eiland over tot de evangelisch-lutherse gezindte.
In 1627 landde Albrecht von Wallenstein op Rømø, aan het begin van zijn invasie van Jutland.
In 1634 vond er de Burchardivloed plaats, die veel mensen en boerderijdieren het leven kostte, en landerijen verloren deed gaan. Tijdens de Deens-Zweedse Oorlog (1643-1645) op 16 mei 1644 werd een Deense handelsvloot uit Ribe aangevallen ten zuiden van het eiland (List Diep), door de Nederlandse admiraal Maerten Thijssen in Zweedse dienst. In de nasleep van de Reformatie werden er op het eiland diverse heksenvervolgingen gehouden, waaronder Anna Boyes die in 1652 van magie werd beschuldigd, en ook Mette Thøffrings werd er berecht als heks. Vanaf de 17e eeuw was de walvisvaart vanaf het eiland  de oorzaak van tijdelijke economische bloei op Rømø. Kapiteins van walvisvaarders konden zich rijk versierde en ingerichte huizen veroorloven.
Van 1544 tot 1864 was Rømø staatkundig gesplitst. Het zuidelijk gedeelte (Süderland, Sønderlandet) was, evenals de omgeving van List op Sylt een enclave van het Deense koninkrijk in het Hertogdom Sleeswijk, dat het Noorderland of Norderlandet behield. Tussen 1864 en 1920 maakte Rømø, met het noordelijk deel van Sleeswijk-Holstein, deel uit van het Duits-Pruisische rijk. In 1920 werd het eiland na een plebisciet, overeenkomstig de keuze van de grote meerderheid van de bevolking, weer Deens. Van 1940 tot 1945, in de Tweede Wereldoorlog, was het eiland door Nazi-Duitsland bezet. Het Duitse leger legde er als deel van de Atlantikwall verscheidene bunkers en een militair oefenterrein aan. Sommige bunkers bestaan nog, en een enkele is als oorlogsmuseum te bezichtigen. In 1948 kwam de dam Rømødæming gereed.

## Toerisme, bezienswaardigheden
- Een belangrijke trekpleister is het gevarieerde natuurschoon. Het eiland behoort tot het Deense Nationaal Park Waddenzee (Deens: Vadehavet). Zeer veel verschillende vogels broeden of fourageren in het gebied.
- Op Rømø zijn er enkele monumenten en musea te vinden:
  - De St. Clemenskerk te Kirkeby dateert van kort na 1200. Binnen hangen talrijke scheepsmodellen.
  - Het 18e-eeuwse Commandeurshuis Kommandørgården, dat tot 1949 bewoond werd door walvisvaarders en hun nazaten, is sedert 1998 een museum. Het huis is rijk in 18e- en 19e-eeuwse stijl ingericht. Het potvisskelet komt van een dier, dat in 1996 strandde.
- Het eiland heeft brede, deels voor auto's e.d. toegankelijke stranden, waarop jaarlijks diverse evenementen plaatsvinden, waaronder muziekfestivals, waarvan enkele door motorrijders uit de wijde omgeving worden bezocht, en ook een vliegerfestival (jaarlijks begin september). Op het strand zijn enkele, bij de organisatie van de evenementen nauw betrokken, campings, waarvan één zeer grote (Lakolk Strandcamping).

## Afbeeldingen

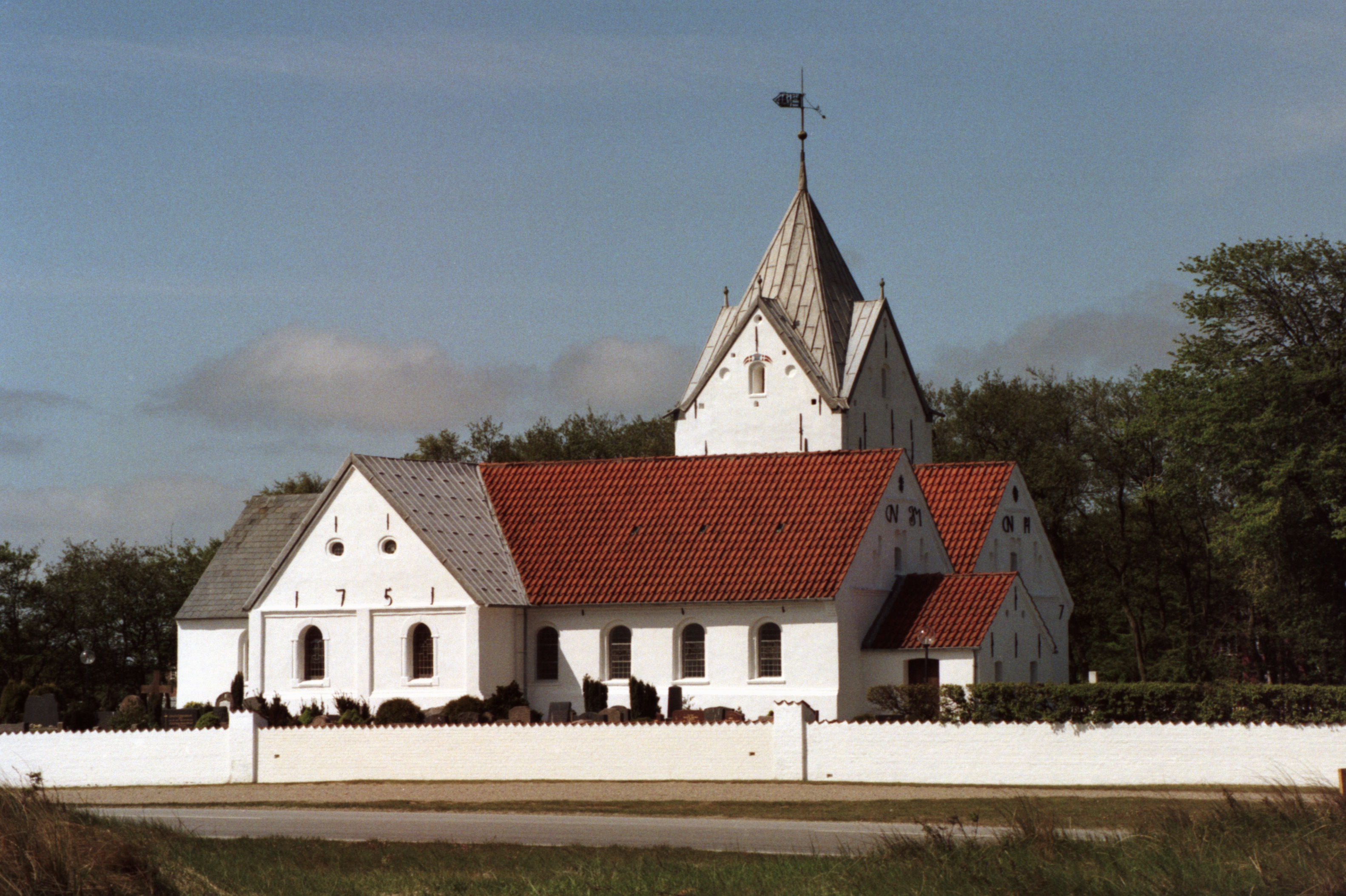
Kirkeby, evang.-lutherse Sint-Clemenskerk (1)
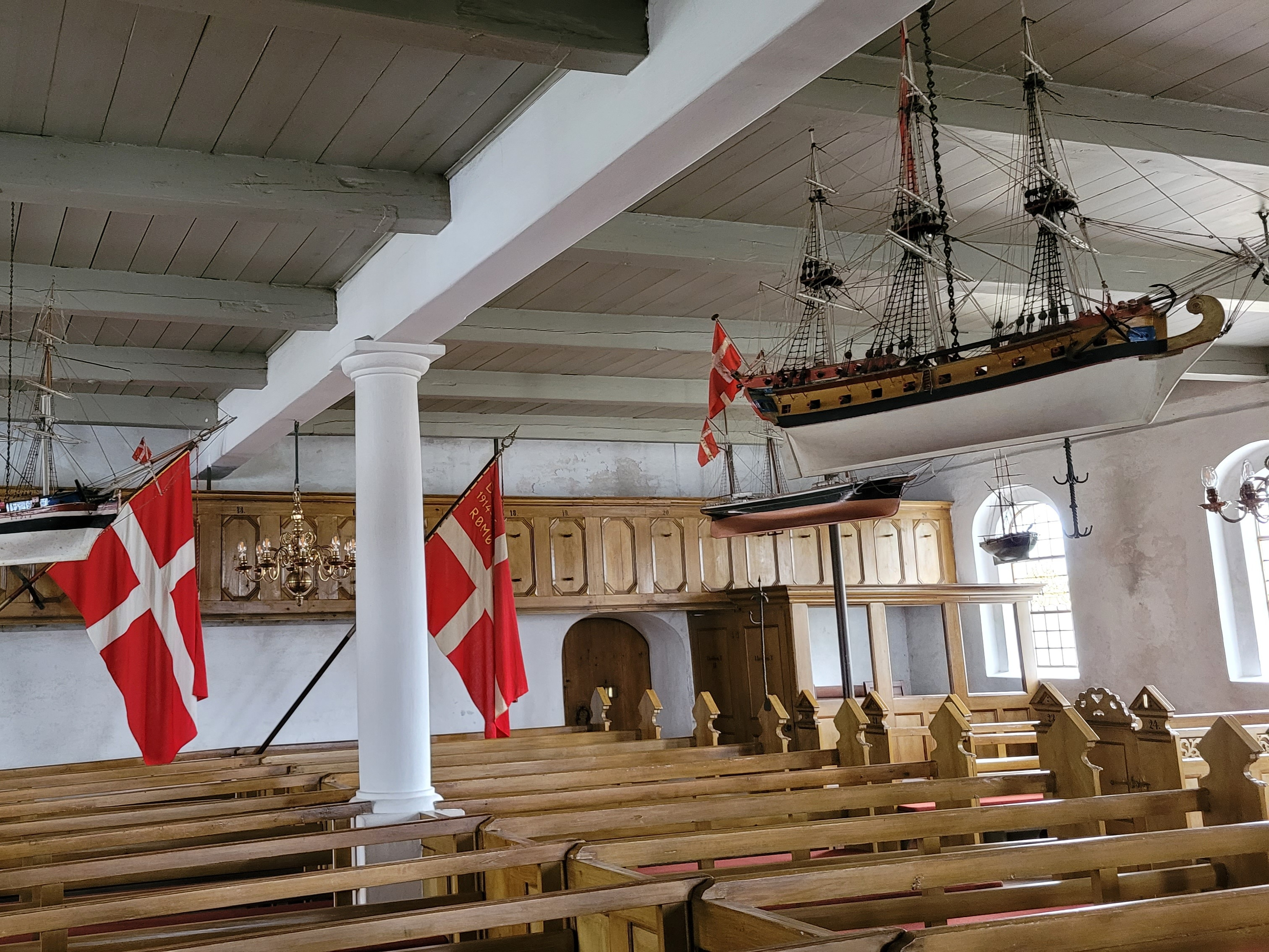
Kirkeby, evang.-lutherse Sint-Clemenskerk (2, interieur)
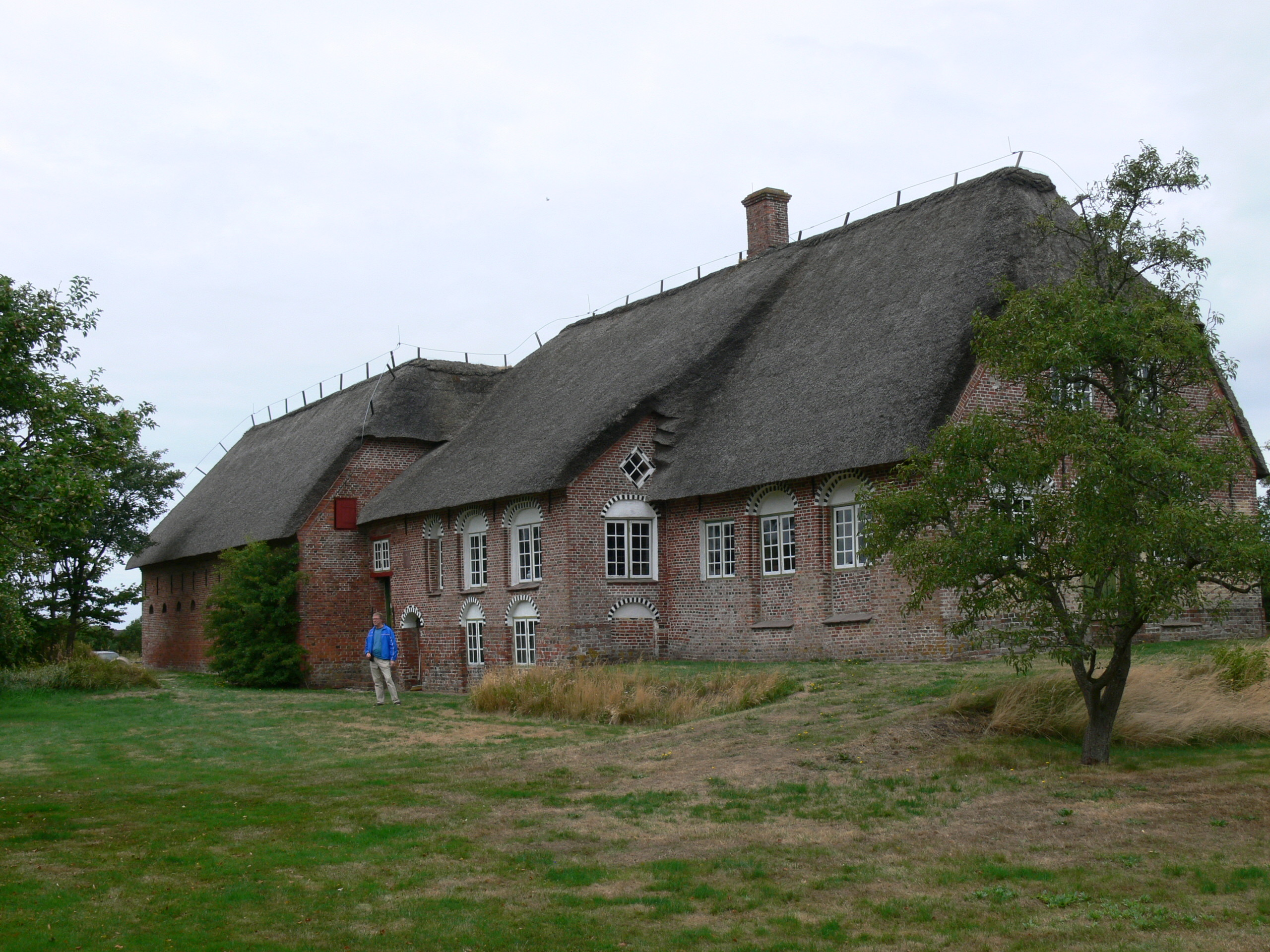
Museum Kommandørgården
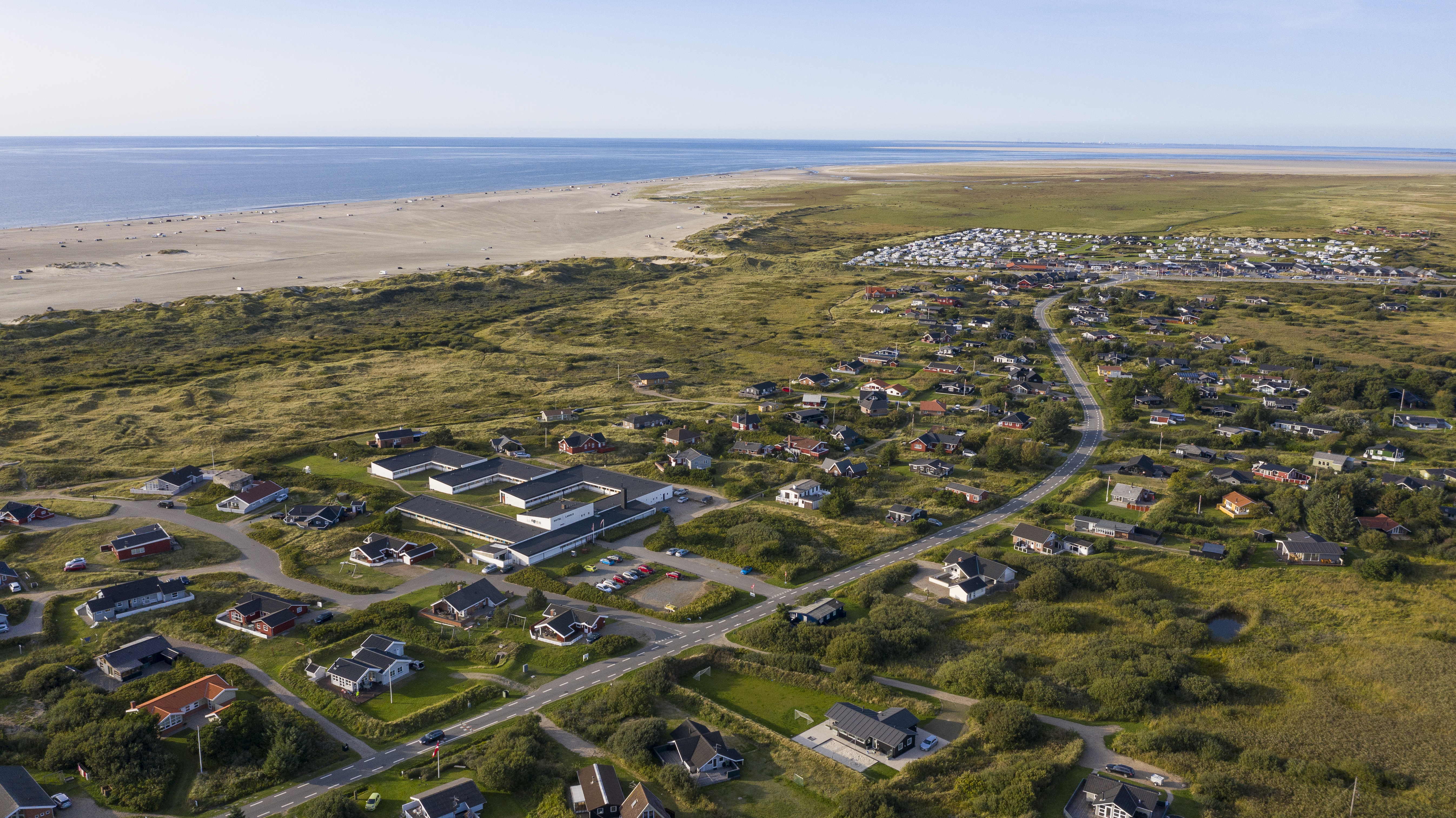
De badplaats Lakolk
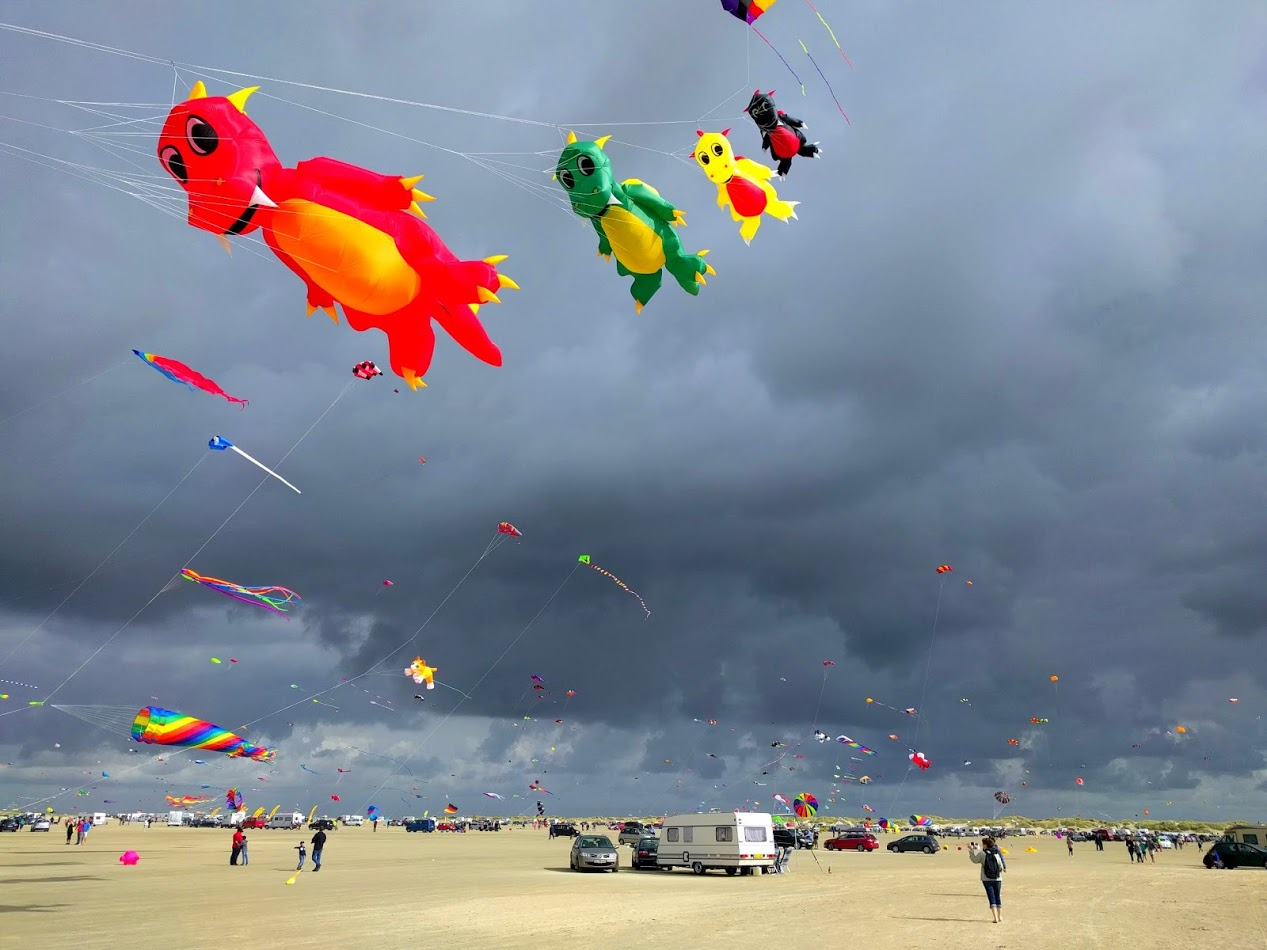
Vliegerfestival op het strand van Rømø (2016)
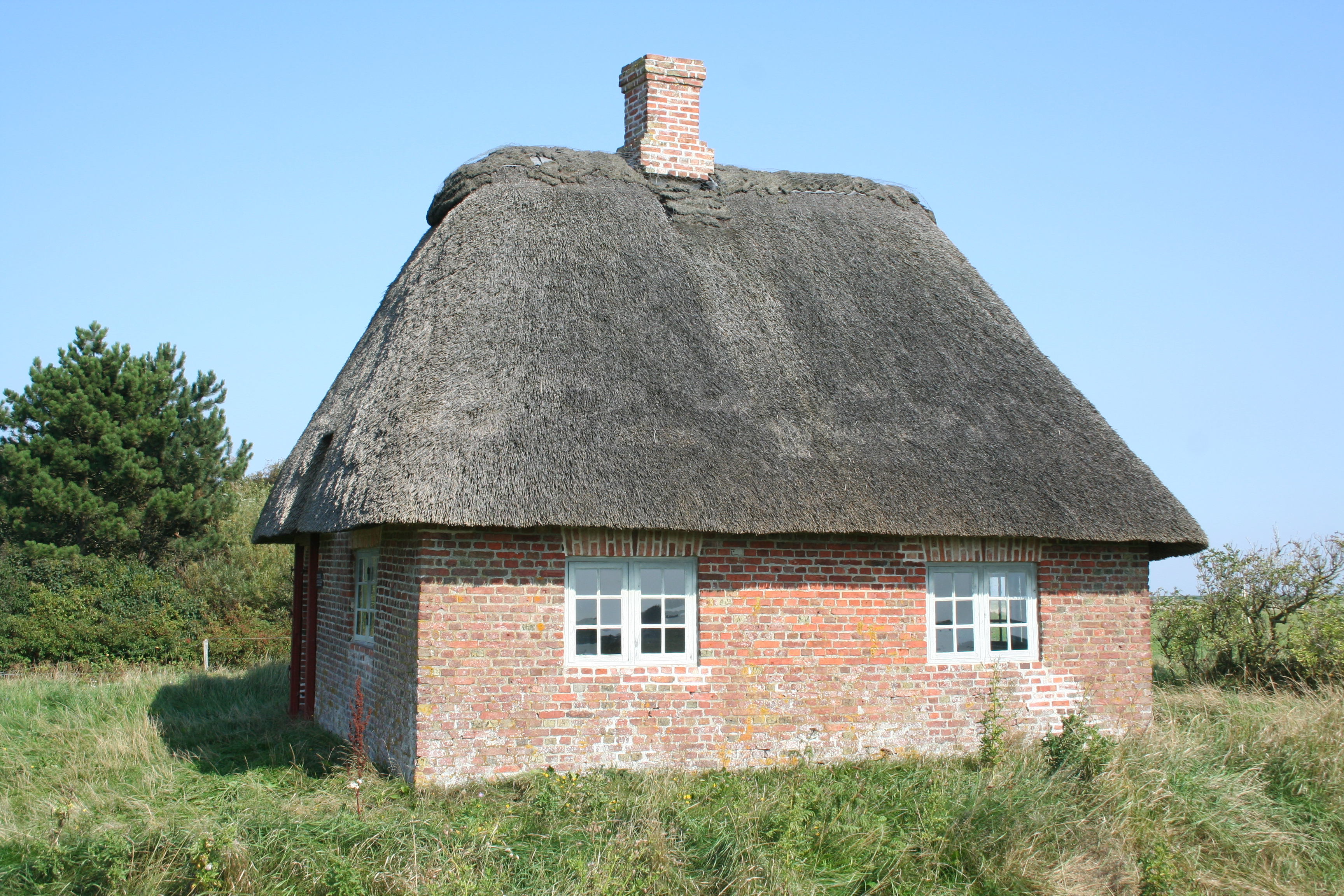
Toftum Skole (1784), het kleinste schooltje van Denemarken
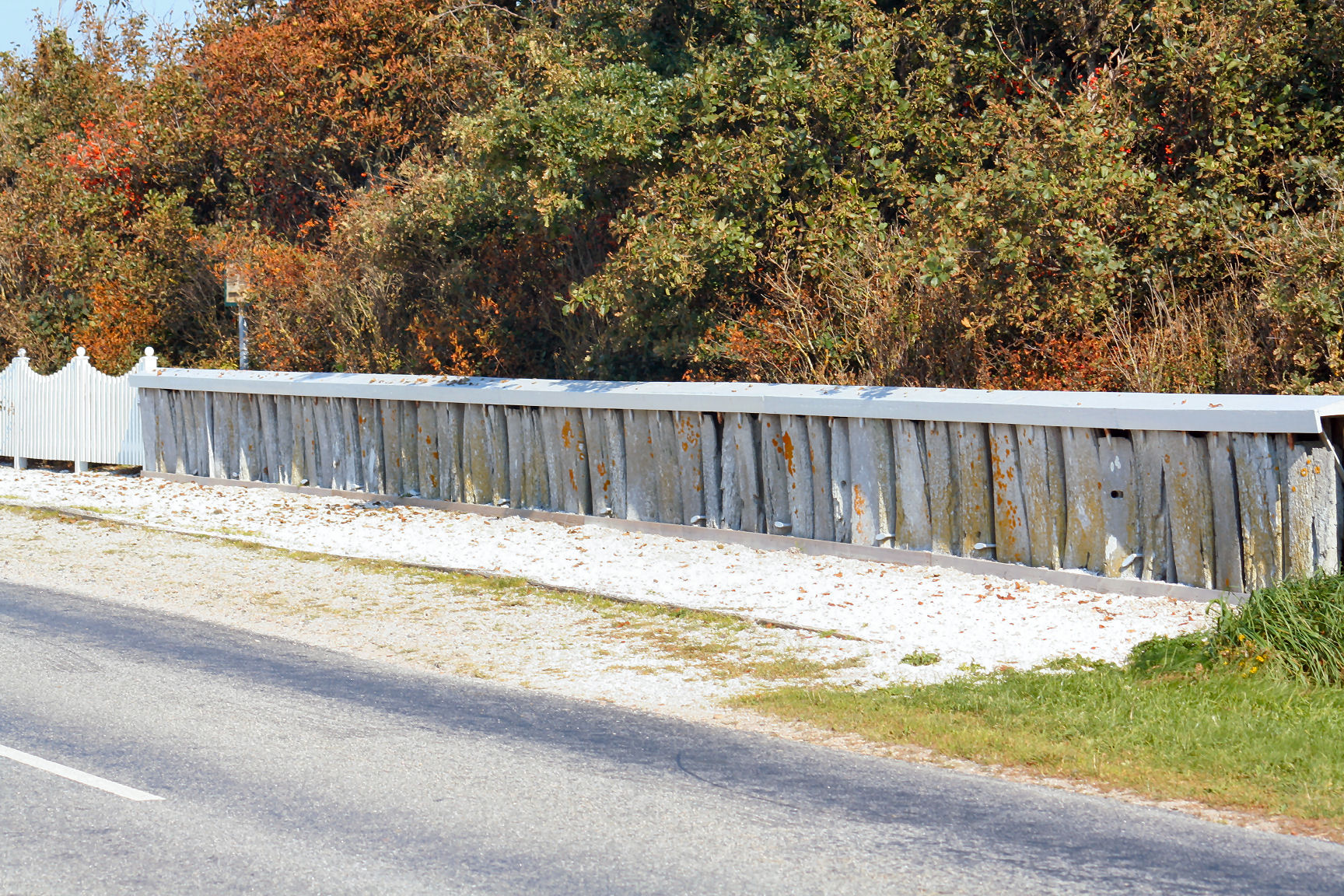
Juvre, erfafscheiding van walvisbeenderen (1772)
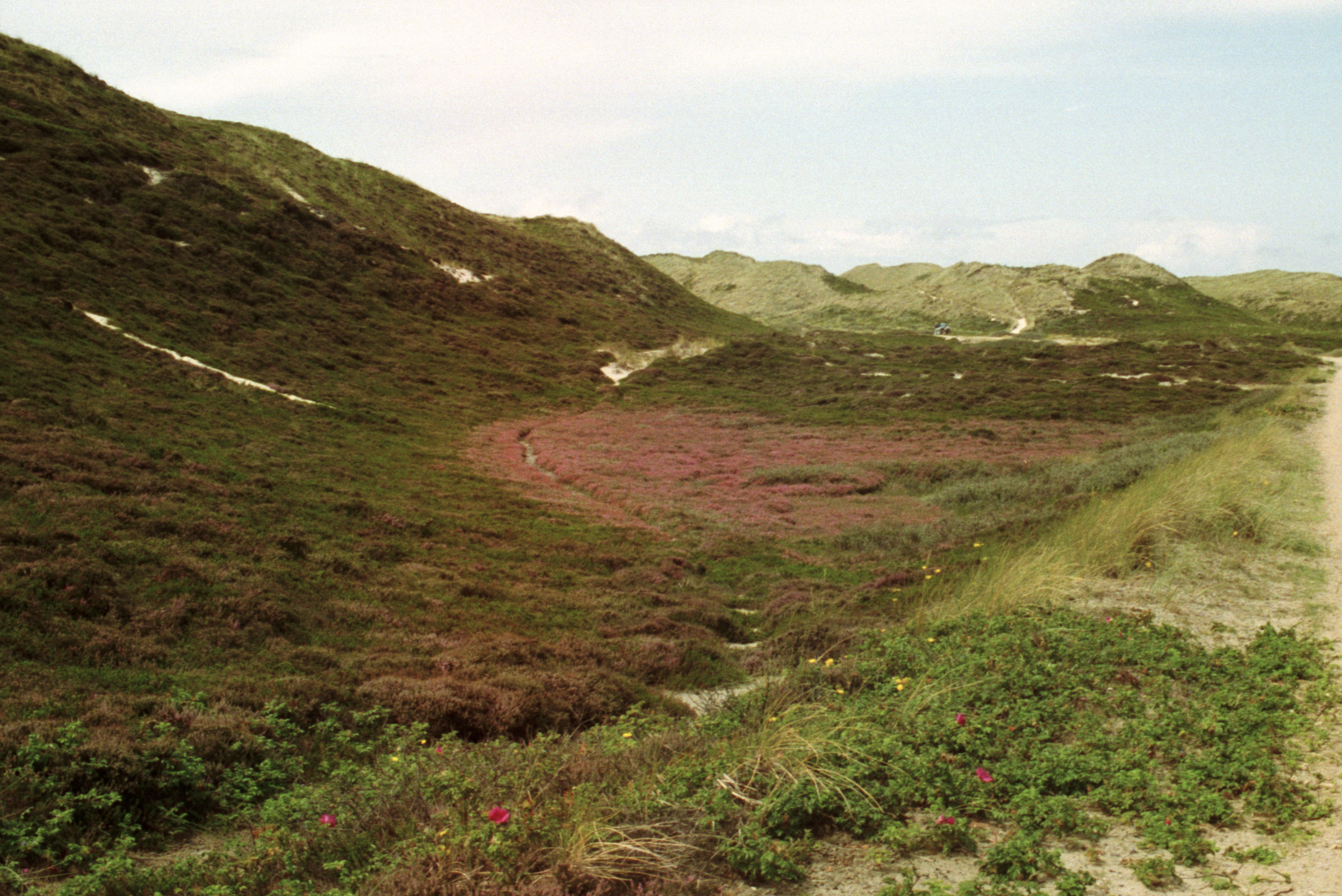
Duinlandschap op Rømø
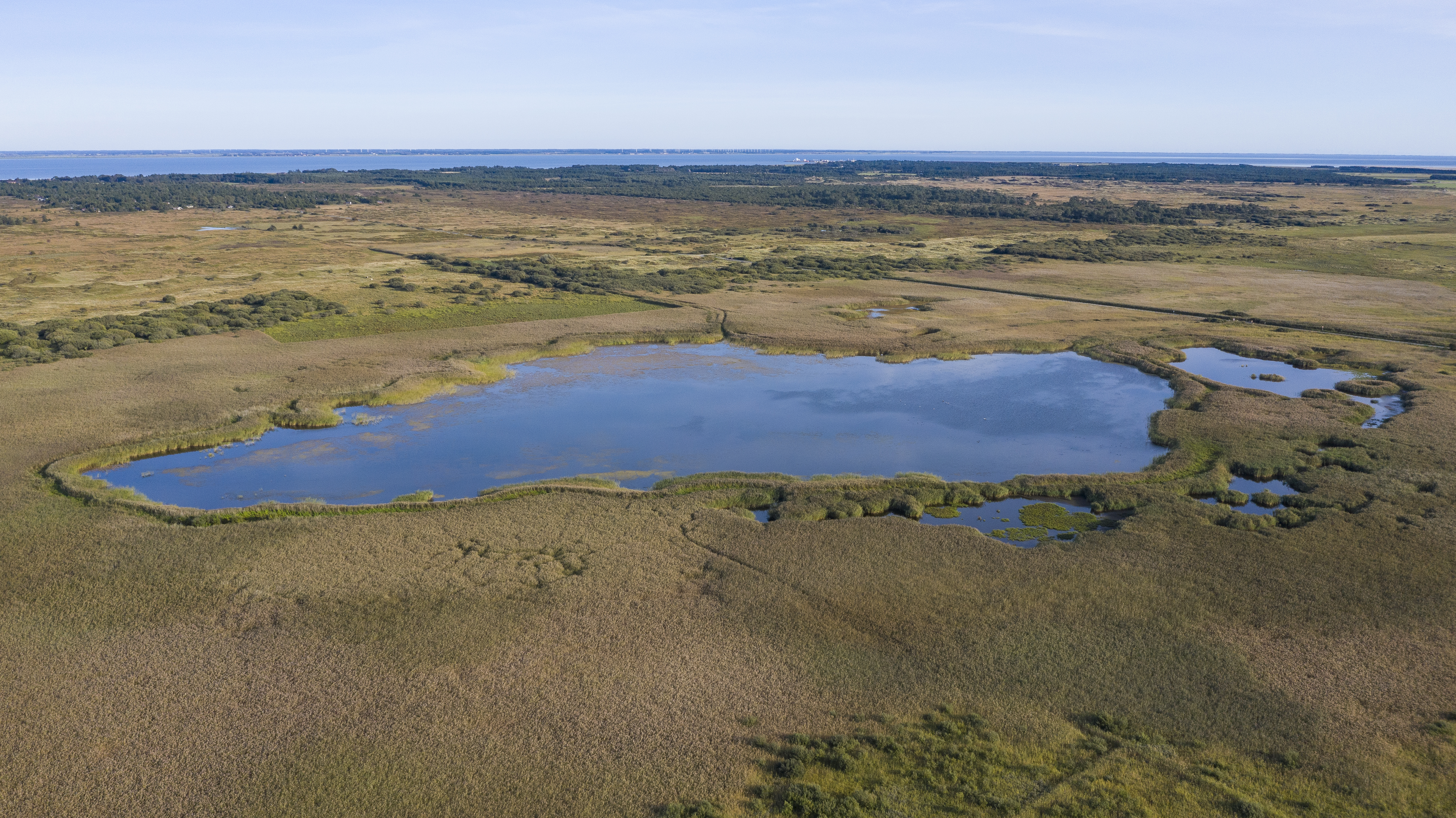
Heidelandschap met ven, midden op het eiland
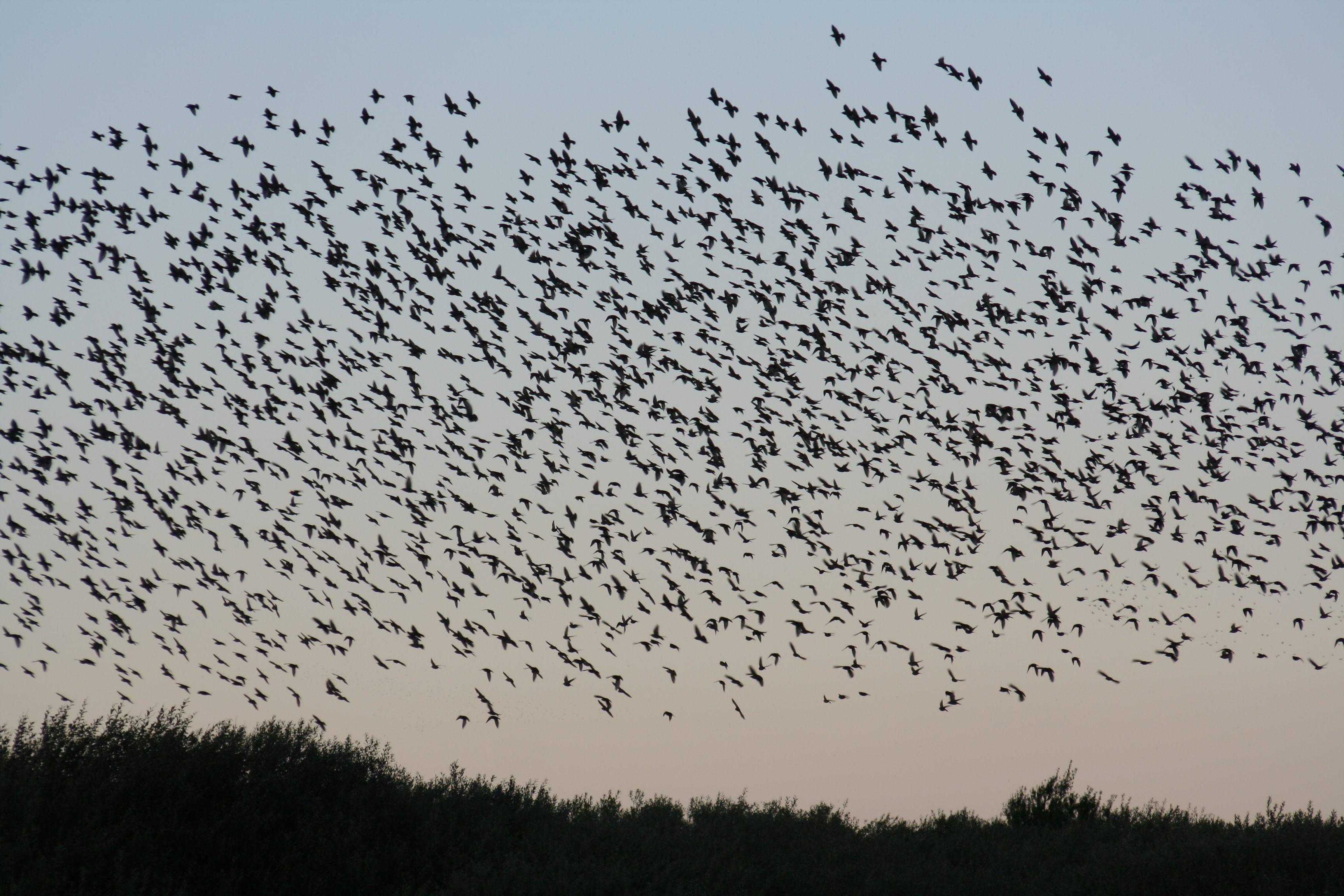
Spreeuwenzwerm boven Rømø (zie ook: sort sol)

## Bekende personen
Peter Mærsk Møller (1836 te Østerby (Rømø) – 1927) was een Deense kapitein, die samen met zijn zoon Arnold Peter Møller de rederij Dampskibsselskabet Svendborg oprichtte in 1904. De rederijfirma A.P. Møller-Mærsk Group die onder andere hieruit ontstond, is anno 2024 het grootste bedrijf van Denemarken.